# 色彩調和論
色彩調和論（しきさいちょうわろん）とは、心理学的な感覚である色彩調和の仕組みを科学的に体系づけようとする色彩研究の分野の1つ。
古代ギリシアでは「美は調和であり、調和は秩序である」「美は変化の中に統一を表現することである」という考えが存在しており、西欧における美学の古典的な考え方となっていた。古くはレオナルド・ダ・ヴィンチやアルブレヒト・デューラーによる色彩調和の記述もあり、ダ・ヴィンチの文章を集めた『絵画論』の中には「白・黄・緑・青・赤・黒を6つの単色」と定め「白と黒・赤と緑・黄と青は互いを引き立てる」と書かれている。
1666年にアイザック・ニュートンがスペクトルを発見し、著書『光学』（1704年）で光を7色の成分に分けて発表すると色彩が科学的にとらえられるようになり、表色系に基づいた色彩調和に関する議論が盛んに行われるようになる。一方でヨハン・ヴォルフガング・フォン・ゲーテは科学的な色の分析を批判し、著書『色彩論』（1810年）の中で色をあくまで心理学的な要素だとした。
19世紀後半には本格的な研究が行われるようになり、ミシェル＝ウジェーヌ・シュヴルールをはじめ様々な色彩調和論が誕生した。1955年には物理学者のディーン・B・ジャッドが著書『4つの色彩調和論』の中で、色彩調和論は学問として不十分な部分があるとした上で、以下の4つの要素に集約した。これらは「ジャッドの四原理」などとも呼ばれる。

## 秩序の原理

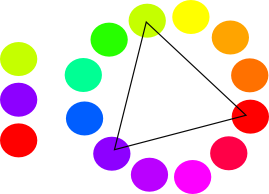
トライアドの例

トライアド配色のルーマニア国旗

ジャッドは色立体において例えば直線上で等間隔な色の組み合わせは、等間隔でない色の組み合わせよりも秩序のある選択で、色彩調和の共感を得やすいことが期待されるとした。つまり色空間の中で一定の規則による色の組み合わせは調和するという考え方である。「一定の規則」とは、直線・三角形・円などの幾何学模様を描く関係性を意味する。
化学者のヴィルヘルム・オストワルトは著書『色彩の調和』（1918年）の中で、独自のオストワルト表色系を用いた規則性を基にした調和法則を述べている。理論は細かく6つに分けられるが、色立体上で同じ白黒混合比の色や、規則的な位置関係の色は調和すると説いた（詳細は「オストワルト表色系#色彩調和の形式」を参照）。
画家で絵画教師でもあったヨハネス・イッテンは独自の色体系を構築しており、晩年には色彩調和論を著書『色彩の芸術』（1961年）にまとめた。イッテンは絵具の三原色（赤・黄・青）の混色による12色の色相環を独自に作成し、中心軸に無彩色（白・黒）を置いた球体の色立体を用いた。色相環あるいは色立体上で、以下の関係性にある色は調和すると説いている。
- ダイアード（dyads） - 色相環上で対極にある2つ色相の配色。
- トライアド（triads） - 色相環上で正三角形や二等辺三角形を描く3つの色相の配色。
- テトラード（tetrads） - 色相環上で正方形や長方形を描く4つの色相の配色。
- ペンタード（pentads） - 色相環上で正五角形を描く5つの色相の配色、あるいはトライアドに白・黒を加えた5色の配色。ヨーロッパ系の5の倍数ではない色相環では、後者のみを指す。
- ヘキサード（hexads） - 色相環上で正六角形を描く6つの色相の配色、あるいはテトラードに白・黒を加えた6色の配色。

## なじみの原理

ナチュラル・ハーモニーの三井住友銀行のロゴ

ジャッドは自然な色の連鎖を求めるなら、例えば赤や橙であれば夕暮れの景色など自然界の色連鎖を参考にすれば間違いはないとした。つまり見慣れた配色、特に自然界に存在する配色は調和するという考え方である。徐々に変化するという特徴も含まれることから、グラデーションも含むと考えられる。
自然科学者のオグデン・ルードは著書『現代色彩学（Modern Chromatics）』（1879年）の中で、自然界の配色を基にした配色理論を発表した。自然界では同じ色でも日向では黄みを帯び、日陰では青紫みを帯びて知覚され、これらの自然な色の連続が認知できる状態が「調和している」だとした。このように黄に近い色を明るく、青紫に近い色を暗くする自然界に近い配色を「ナチュラル・ハーモニー」と呼ぶ。

## 共通性（類似性）の原理

寒色と暖色

ジャッドはもし2つの塗料の色が不調和であれば、それぞれを別の同じ塗料と混ぜることで共通性が生まれ、不調和には見えなくなるとした。つまり似た要素を持つ配色は調和するという考え方である。調和にはある程度の共通性が必要という考えで、最も基本的な色彩調和の理論だといえる。
化学者のミシェル＝ウジェーヌ・シュヴルールは著書『色彩の同時対比の法則とこの法則に基づく配色について』（1839年）の中でゴブラン織製作所で発見した色彩調和に関する法則を発表した。その調和論は「類似の調和」と「対比の調和」の2つに大きく分けられ、さらに以下の6つに細かく分けられる。
- 類似の調和1 - おおよそ同一の色相の色は、明度・彩度が異なっても調和する。
- 類似の調和2 - 隣接する色相は、明度・彩度が近い色は調和する。
- 類似の調和3 - 着色ガラスを通して見たような共通の色成分がある色は調和する。
- 対比の調和1 - 同一の色相で明暗が対照的な色は調和する。
- 対比の調和2 - 隣接の色相で明暗が対照的な色は調和する。
- 対比の調和3 - 対照的な色相で、明度・彩度が対照的な色は調和する。

夫婦で色彩学者のムーンとスペンサーは1944年にアメリカ光学会から発表された3部構成の論文で、それ以前に発表された調和論を研究してまとめた。特にシュヴルールの考え方を踏襲し、数値化したものとして知られている。2色配色においてはマンセル表色系の色相を基準とし、色相差0（0度）を「同等の調和」、色相差7～12（25～43度）を「類似の調和」、色相差28～50（100～180度）を「対比の調和」と3つの調和領域を設定しており、それ以外は「あいまいな領域」とした。3色以上の場合は幾何学模様を構成することが調和の条件としている。調和の計算式化を試みたが、実用化は困難だとされた。

その他に、芸術家のロバート・ドアは色を「黄みがかった色（イエローアンダートーン）」と「青みがかった色（ブルーアンダートーン）」、作家のファーバー・ビレンは暖色（ウォームシェード）と寒色（クールシェード）にそれぞれ分け、それぞれのグループ内の色は調和すると説いた。この考え方はともに、パーソナルカラーの考え方として引き継がれている。

## 明瞭性の原理

明瞭性のあるトリコロール配色のフランス国旗

ジャッドはほとんど同一の色相で作られたデザインは調和を損なうことはないが、違いが知覚できるだけ異なると、調和は大いに破壊されるとした。つまり違いが大きい色の組み合わせは調和するという考え方である。曖昧な類似よりも、明白な対比のほうが調和を生む考えられる。
前述したシュヴルールや、ムーンとスペンサーの色彩調和論では類似性とともに、対比性についても言及している。